# 17 cm K (E)
17 cm Kanone in Eisenbahnlafette, в сокращении 17 cm K (E) (нем. 17 см орудие на железнодорожном лафете) — немецкое железнодорожное орудие, использовавшееся во Второй мировой войне.

## Описание
Орудие было предназначено для замены орудия 15 cm K (E). Устанавливалось на тот же лафет. Всего удалось построить шесть таких орудий, поскольку сами орудия были слишком малы для установки на железнодорожные платформы. По дизайну не отличалось от пушки 15 cm K (E).
Стволом являлся 17 cm Schnellladekanone L/40, который использовался ранее на броненосцах  типа «Дойчланд». Снарядами служили 17 cm Sprgr L/4.7 KZ mit Hb массой 62,8 кг каждый. 
На 1 сентября 1939 года в войсках числилось 24 орудия "17cm K (E) u. ortsfest", то есть железнодорожные и стационарные. В июле 1940 года 15 пушек были переданы Кригсмарине, а 9 экземпляров продолжали оставаться на вооружении Вермахта. 6 железнодорожных орудий состояли в 717-й и 718-й артбатареях, обороняя французское и бельгийское побережье.